# Ajos Dometios
Ajos Dometios (gr.: Άγιος Δομέτιος) – przedmieścia Nikozji i jedna z gmin (gr.: Δήμος) dystryktu Nikozja. Populacja wynosi 12100 mieszkańców (2001).
Gmina w części kontrolowana przez Cypr Północny.